# دين ماكلولين
دين ماكلولين (بالإنجليزية: Dean McLaughlin)‏ (22 يوليو 1931، آن آربر في الولايات المتحدة)؛ روائي أمريكي.